# Dimafonista

Dimafonisti nella redazione di un quotidiano italiano, pre-1990.

Nelle redazioni dei giornali quotidiani, fra gli anni 50 e 90 del XX secolo, il dimafonista (contrattualmente inquadrato come poligrafico) aveva il compito di raccogliere gli articoli che riceveva dai giornalisti del quotidiano fuori sede.

## Descrizione
Inviati e corrispondenti dettavano i loro pezzi al telefono del giornale, dove venivano registrati in dispositivi di vario tipo, dal semplice nastro magnetico ad apparecchi simili ai giradischi. Il dimafonista, usando un particolare registratore (dimafono), leggibile a passo ridotto, trascriveva i pezzi direttamente su linotype, oppure in epoca più recente attraverso una tastiera elettronica li inseriva nel sistema del giornale per renderli disponibili ai redattori competenti che li avrebbero revisionati, titolati e impaginati.
La dettatura imponeva ai giornalisti una tecnica particolare: le parole dovevano essere pronunciate con attenzione, soprattutto nelle sillabe dopo l'accento tonico. Ogni parola inconsueta, equivocabile, o nome proprio, doveva essere sillabata o meglio ancora compitata usando i nomi delle città. I segni di punteggiatura andavano indicati subito dopo l'ultima parola, senza pause.
Ad esempio, questo brano tratto da un lancio dell'Agenzia Giornalistica Italia:
(AGI) - Mosca, 29 mar. - La priorità della Russia in relazione alla crisi in Ucraina è adesso il varo di riforme che la trasformino in un'entità federale: lo ha dichiarato il ministro degli Esteri russo, Serghei Lavrov, nel corso dell'intervista rilasciata all'emittente televisiva statale 'Rossiya-1'.
doveva essere letto ai dimafoni così:
La pri-o-ri-tà della Russi-A in relazio-NE alla crisi in U-cra-i-NA è ades-SO il va-RO di rifor-ME che la trasformi-NO in un'entità federa-LE due punti; lo ha dichiara-TO il ministro de-GLI E-STE-RI rus-SO virgola Serghei - Savona, Empoli, Roma, Genova, Acca come hotel, Empoli, Imola - Lavrov - Livorno, Ancona, Venezia, Roma, Otranto, Venezia - virgola nel cor-SO dell'intervi-STA rilascia-TA all'emitten-TE, all apostrofo emitten-TE, televisi-VA stata-LE aperte virgolette Rossi-YA lineetta Uno in cifra; spelling Rossiya è Roma, Otranto, Savona, Savona, Imola, ipsilon come yacht, Ancona, punto
La diffusione del fax alla fine degli anni 80, e poi del modem verso la metà degli anni 90 del XX secolo, ha segnato il tramonto del mestiere di dimafonista, che ha continuato a essere usato per alcuni anni solo in via residuale per consentire la dettatura telefonica degli articoli, anche via cellulare, ai giornalisti fuori sede che non avessero a portata di mano fax o computer.